# Patrik Gedeon
Patrik Gedeon (Chomutov, 19 luglio 1975) è un calciatore ceco, centrocampista del Chomutov.

## Caratteristiche tecniche
Mediano, può giocare anche come interno di centrocampo.

## Palmarès

### Club

#### Competizioni nazionali
- Druhá Liga: 1

Chmel Blšany: 1997-1998
Dukla Praga: 2010-2011
- Pohár ČMFS: 1

Slavia Praga: 2001-2002
- Liechtensteiner-Cup: 1

Vaduz: 2005-2006